# بوران (دشت سر)
بوران (بالفارسية: بوران) هي قرية تقع في إيران في قسم دشت سر الريفي. يقدر عدد سكانها بـ 2,869 نسمة .